# 赤峰学院
赤峰学院，简称赤院，是中华人民共和国的一所全日制本科公办省属普通高等学校，位于内蒙古自治区赤峰市。赤峰学院也是内蒙古红山文化学会的所在地。

## 院校历史
1957年，赤峰师范学校建校。
1958年6月，昭盟卫生学校建校。
1960年，赤峰师范学校更名为昭乌达盟师范专科学校，昭盟卫生学校更名为昭盟医学专科学校。
1961年，昭盟医学专科学校更名为赤峰卫生学校。
1962年，昭乌达盟师范专科学校停办，恢复赤峰师范学校建制。
1978年12月，昭乌达蒙古族师范专科学校在赤峰师范学校和林东师范学校（蒙古族中师）的基础上建立。
1979年4月，昭乌达盟教育学院建校。
1980年，赤峰师范学校位于林东的蒙古语授课部分迁回，与汉语授课部分会合。
1982年，内蒙古广播电视大学昭乌达盟分校建校。
1983年，昭乌达盟教育学院改名为赤峰教育学院，属于成人高等专科学校。
1995年，昭乌达蒙古族师范专科学校更名为赤峰民族师范高等专科学校；内蒙古广播电视大学昭乌达盟分校更名为内蒙古广播电视大学赤峰分校。
2003年4月16日，中华人民共和国教育部发出教发函〔2003〕105号通知，同意赤峰民族师范高等专科学校、赤峰教育学院、内蒙古广播电视大学赤峰分校合并，并入赤峰卫生学校部分资源建立赤峰学院，实际还有内蒙古幼儿师范学校并入组建赤峰学院。
2008年，赤峰艺术旅游学校并入赤峰学院。
2010年8月，在校内成立赤峰学院远程教育学院·赤峰广播电视大学。

## 校区现况
赤峰学院当前校区位于内蒙古自治区赤峰市红山区迎宾路1号。占地面积780亩，规划占地面积1800亩。

## 院系专业
赤峰学院现有25个学院，包含蒙古文史学院、文学院、历史文化学院、经济与管理学院、教育学院、外国语学院、数学与统计学院、物理与电子信息工程学院、计算机与信息工程学院、化学化工学院、生命科学学院、资源与环境科学学院、建筑与机械工程学院、医学院、音乐学院、体育学院、美术学院、马克思主义学院、口腔医学院、成人教育学院、远程教育学院、教师发展与培训学院等。本科专业共有48个，专业硕士学位点1个。